# Moje čudne žene
»Moje čudne žene« je skladba ter četrti in zadnji single glasbene skupine Prizma. Single je bil izdan leta 1979 pri založbi RTV Ljubljana. Avtor glasbe je Danilo Kocjančič, avtor besedila pa Daniel Levski.

## Seznam skladb
| A stran | A stran                                            | A stran |
| Št.     | Naslov                                             | Dolžina |
| ------- | -------------------------------------------------- | ------- |
| 1.      | „Moje čudne žene‟ (Danilo Kocjančič/Daniel Levski) | 3:52    |

| B stran | B stran                                 | B stran |
| Št.     | Naslov                                  | Dolžina |
| ------- | --------------------------------------- | ------- |
| 1.      | „Sidro‟ (Danilo Kocjančič/Drago Mislej) | 3:07    |

## Zasedba
Prizma
- Ladi Mljač – solo vokal, bobni, tolkala
- Igor Kos – kitara, vokal
- Danilo Kocjančič – bas kitara, vokal
- Franci Čelhar – klaviature, vokal